# Highbury Fields
Highbury Fields est un parc public de Londres, situé dans le borough londonien d'Islington, quartier de Highbury en Angleterre. Le parc comprend aussi une piscine publique couverte : Highbury Pool.
Avec ses 12 hectares il constitue le plus grand espace vert du district.
Une course à pied populaire de 5 kilomètres du nom de Highbury Fields Parkrun a lieu chaque samedi à 9 heures (UTC+0). Elle consiste en cinq tours du parc dans le sens contraire des aiguilles d'une montre. La course est organisée par les bénévoles de Parkrun et est gratuite pour tous les participants.

Ce site est desservi par la station de métro Highbury & Islington.

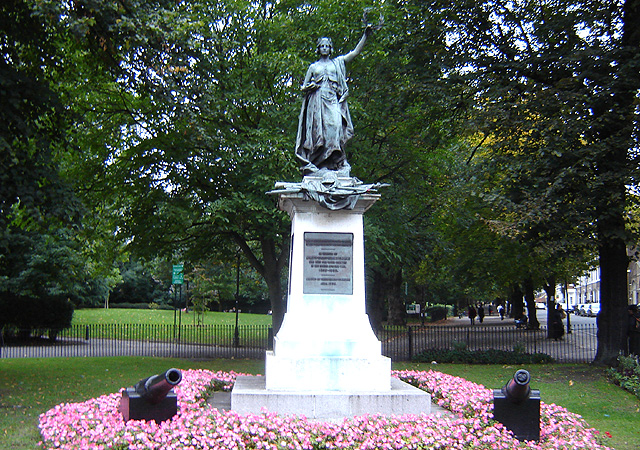
Mémorial à la guerre des Boers
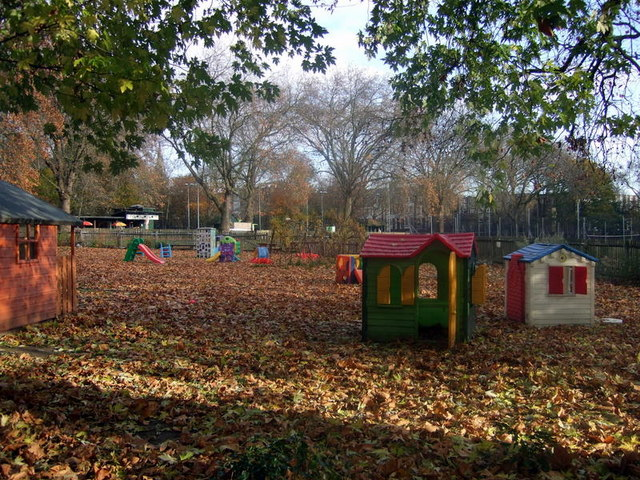
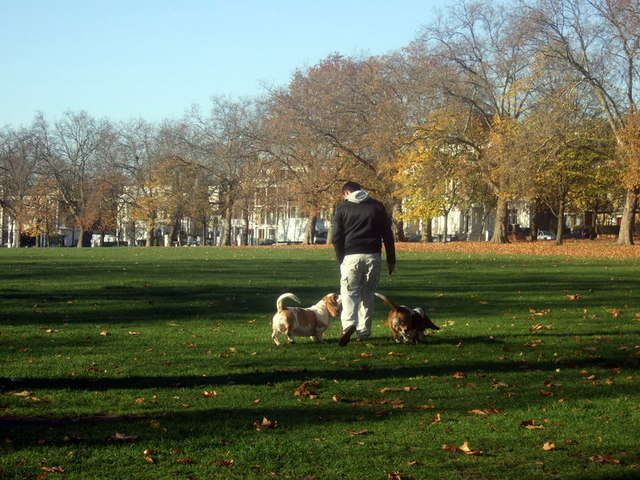
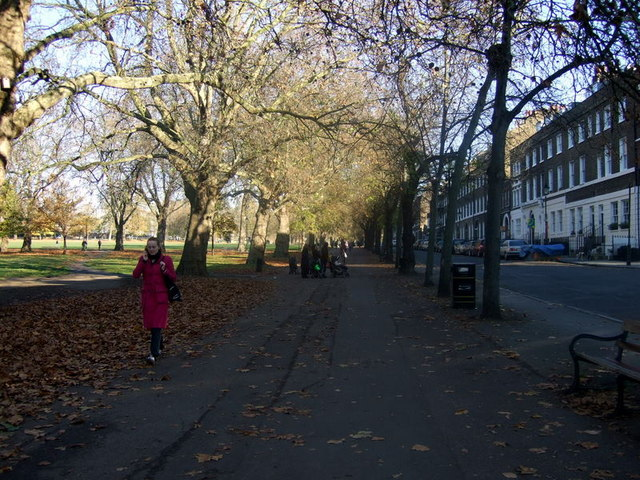